# Bran (okręg Jassy)
Bran – wieś w Rumunii, w okręgu Jassy, w gminie Golăiești. W 2011 roku pozostawała niezamieszkana.